# Pedro Ronquillo Briceño

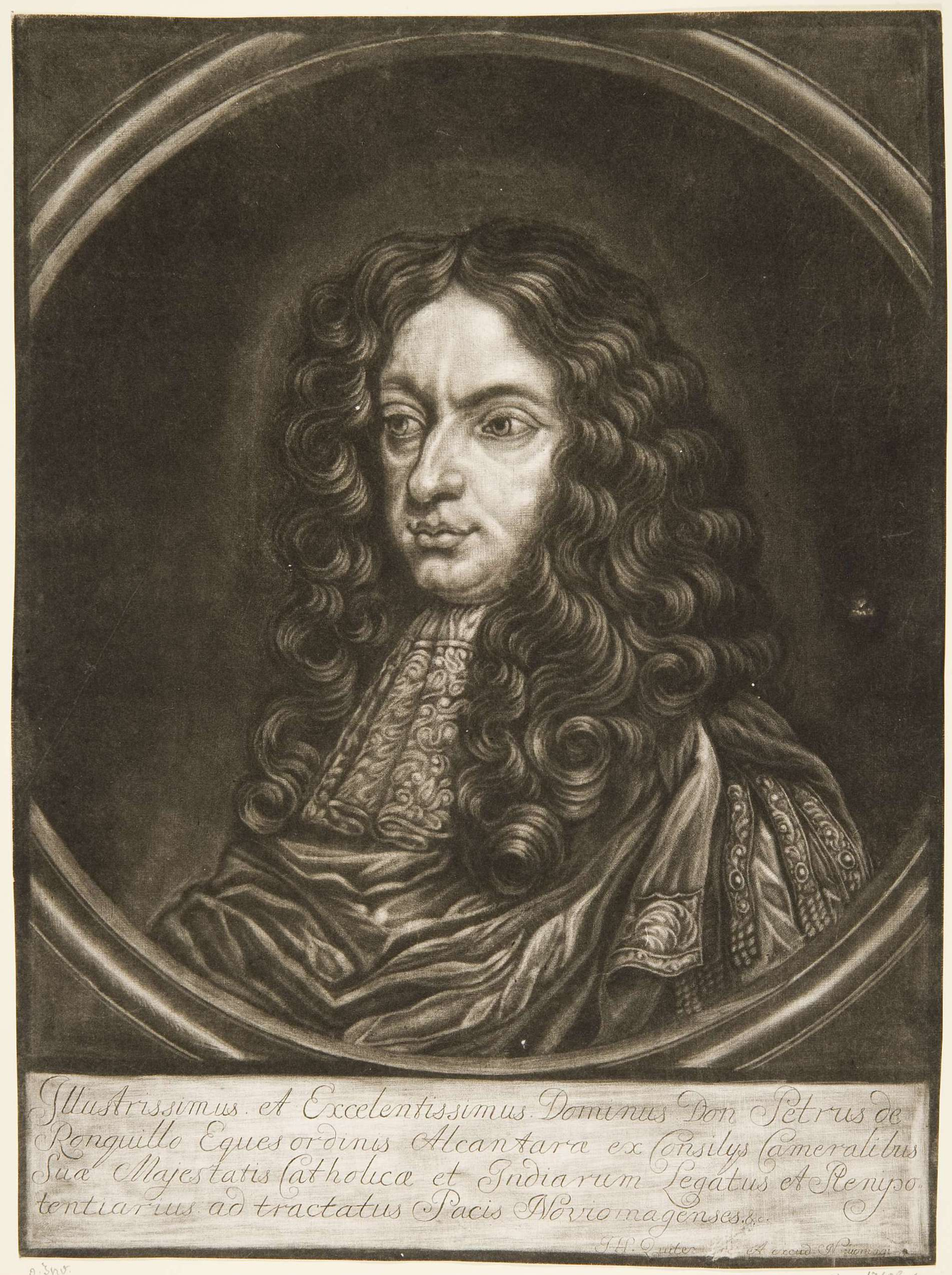
Retrato de Pedro Ronquillo, grabado de Herman Hendrik de Quiter (I) para la serie de retratos de embajadores en la Conferencia de Paz de Nimega (Gesandte der Friedenskonferenz zu Nijmegen), 1678-1679. Braunschweig, Herzog Anton Ulrich-Museum.

Pedro Ronquillo Briceño, (Madrid, 1630-Londres, 1691), V Conde de Ronquillo, II Conde Gramedo, embajador español en la corte de Inglaterra en tiempos de Carlos II.
Hijo de Antonio Ronquillo de Cuevas, IV Conde de Ronquillo, que ejerció de condotiero en Milán, y de María Briceño Duero (hija de Antonio Briceño y Osorio, señor de Molezuelas y de Inés de Duero), fue bautizado en la parroquia de San Martín de Madrid, el 1 de febrero de 1630. Acumuló unos cuantos títulos y cargos como los de caballero de Alcántara desde 1635, colegial de Oviedo, en Salamanca, oidor de la Real Chancillería de Granada, superintendente de la Justicia Militar en Flandes, ministro del Consejo de Indias y de su Cámara, enviado de Su Majestad Cesárea cerca del Rey de Suecia y de Su Majestad Católica cerca del de Polonia, plenipotenciario español en el Congreso de paces de Nimega, consejero de Estado (aunque fallecido sin tomar posesión de este su último cargo), y embajador español en Londres en los periodos de 1674-1676 y 1679-1691.
De él y de su hermano Antonio dice el Duque de Maura: 

Nacidos ambos en Madrid y no en Italia como sus hermanos menores (José, Martín, Bernabé Antonio, ...), aprendieron en Castilla las primeras letras y, durante su adolescencia y juventud, residieron en populosas ciudades de la otra Península, Milán, Génova, Roma y Palermo. Es muy verosímil además que acompañasen a sus padres por tierras de Alemania, puesto que la prole doméstica de los patriarcales D. Antonio y Dª María estaba reducida por entonces a tres hijos varones, non natos aún los restantes, y adscrito ya el primogénito, Manuel, al ejército del Milanesado. ¿Qué otra ocasión pintiparada tuvo si no nuestro héroe para adiestrarse en el manejo de las lenguas alemana y francesa? Por su conocimiento de entrambas se le escogió, tiempo adelante, para desempeñar misiones diplomáticas en Suecia y en Polonia.

Tras el fallecimiento, en 1651, del virrey interino de Sicilia (Antonio Ronquillo de Cuevas), su viuda y los hijos que continuaban a su lado, retornaron a la Corte de España. María Briceño Duero, que era por derecho propio señora de Molezuelas y de Gramedo, pasó a figurar entre las dueñas de honor de Mariana de Austria, primero, y de la reina de Francia, María Teresa, después. Don Pedro y don Antonio marcharon por entonces a Salamanca, donde, siguiendo el ejemplo de su progenitor, completaron sus estudios jurídicos. Tenía, sin duda, el más joven vocación docente, pues figura en la lista de profesores de la famosa Salamanca hasta el año 1670, siendo luego, sucesivamente, oidor en Valladolid, consejero de Inquisición, de Indias, de Castilla y de su Cámara.
Durante el período estudiantil de su vida, en 1658, tuvo en Madrid un hijo natural, habido con doña Ana López de Mendoza y Peñafiel, también de hidalgo linaje: Pedro Francisco Ronquillo Briceño y López de Mendoza. Este, por ser hijo natural, no heredó el condado de Gramedo y a los 35 años de edad el rey Carlos II le entregó la merced de un hábito de Santiago.